# Agromyza pennisetivora
Agromyza pennisetivora är en tvåvingeart som beskrevs av Spencer 1961. Agromyza pennisetivora ingår i släktet Agromyza och familjen minerarflugor. Inga underarter finns listade i Catalogue of Life.